# リトアニアの在外公館の一覧

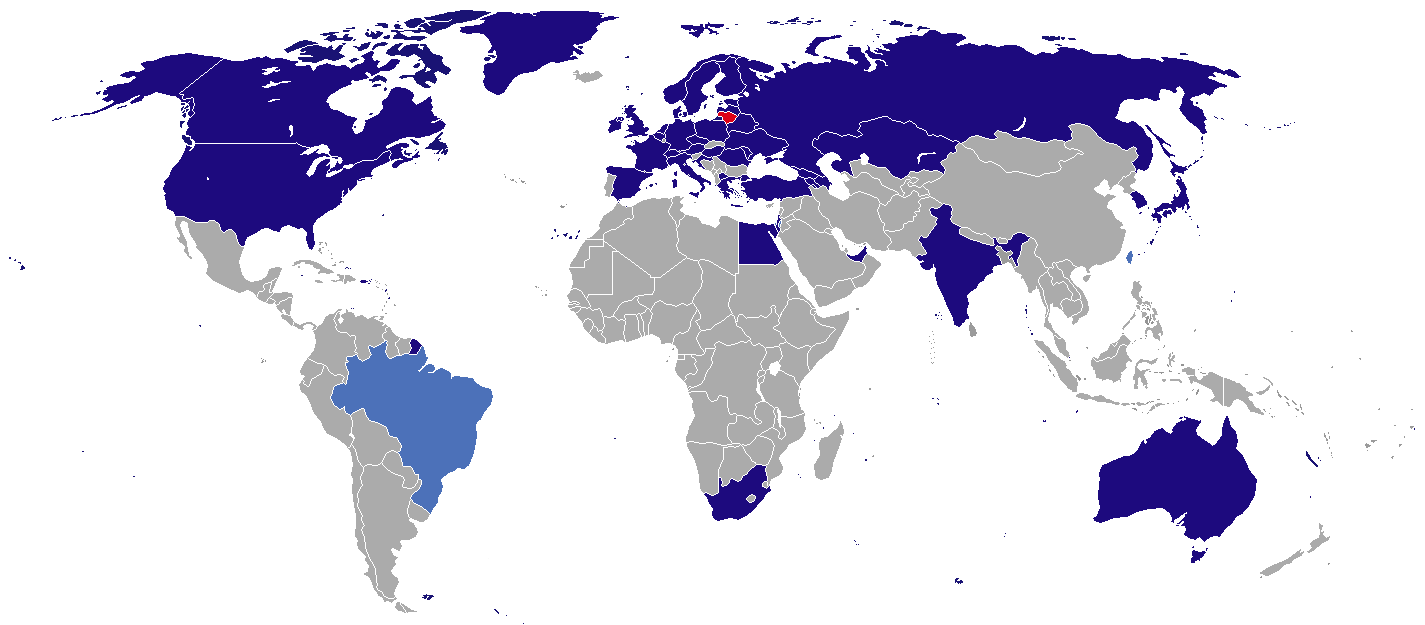
リトアニアの在外公館が設置されている国

リトアニアの在外公館の一覧では、リトアニアが派遣している外交使節団（大使館、総領事館等）を挙げる。

## アジア

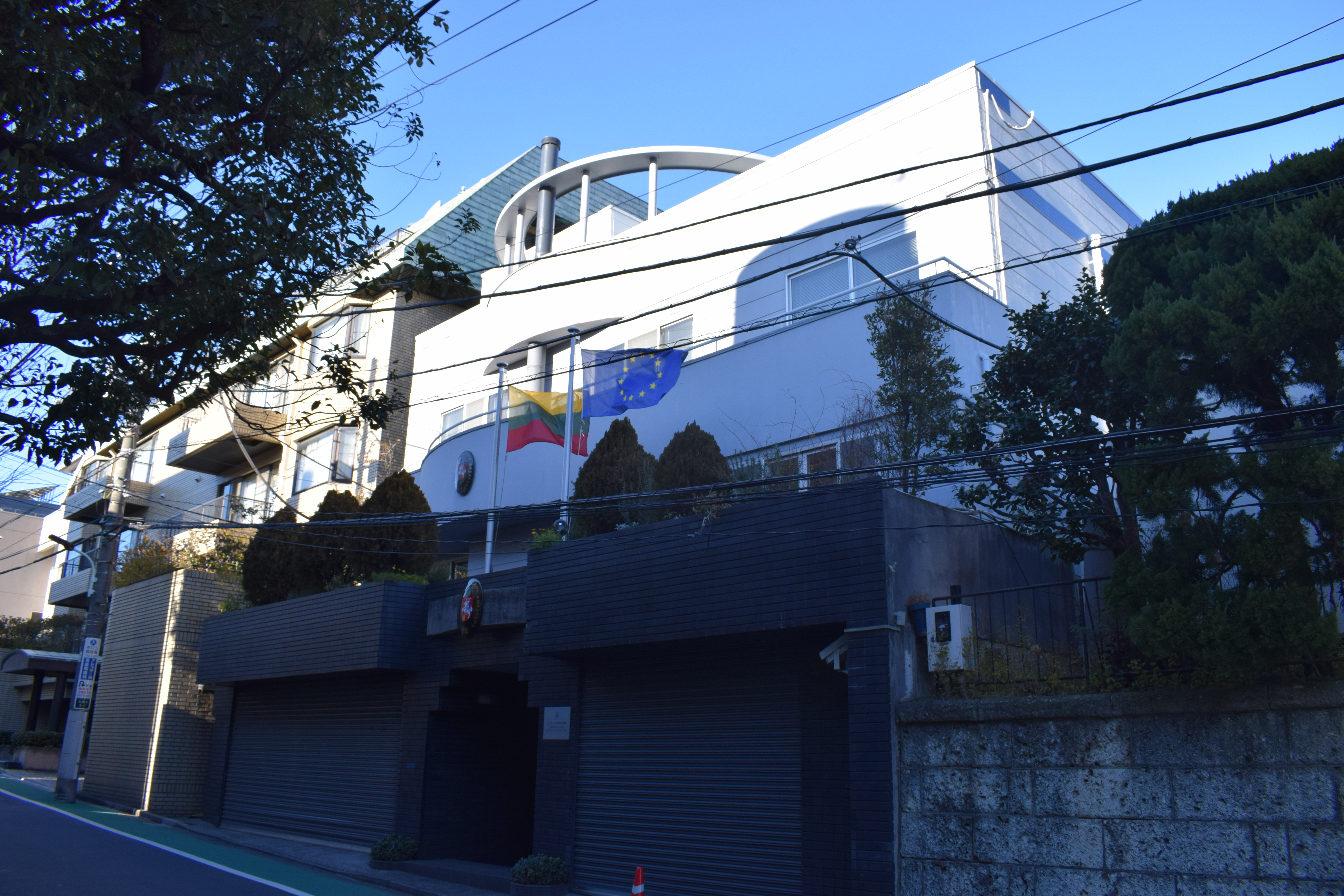
駐日リトアニア大使館

- インド
  - 在インド大使館 (ニューデリー)
- 中華人民共和国
  - 在中華人民共和国大使館 (北京)
- 日本
  - 駐日リトアニア大使館 (東京)
- 中華民国 (台湾)
  - 在台北通商代表事務所 (台北市)
- イスラエル
  - 在イスラエル大使館 (テルアビブ)
- トルコ
  - 在トルコ大使館 (アンカラ)
- パレスチナ
  - 在パレスチナ代表事務所 (ラマッラ)
- 大韓民国
  - 在大韓民国大使館 (ソウル)[1]
- シンガポール
  - 在シンガポール大使館 (シンガポール)

## アメリカ
- アメリカ合衆国

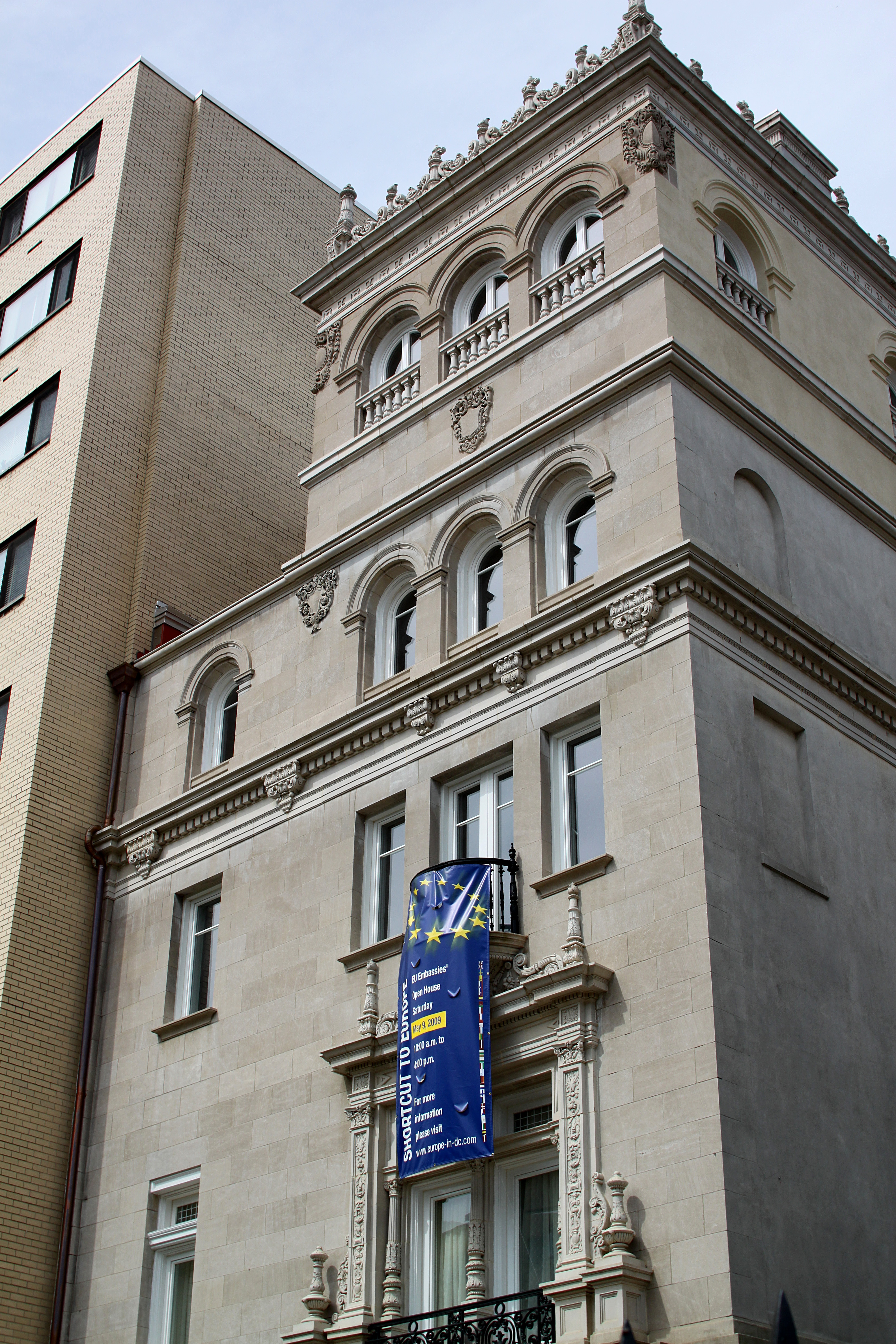
在アメリカ合衆国リトアニア大使館

  - 在アメリカ合衆国大使館 (ワシントンD.C.)
  - 在シカゴ総領事館 (シカゴ)
  - 在ニューヨーク総領事館 (ニューヨーク)
  - 在ロサンゼルス総領事館 (ロサンゼルス)
- カナダ
  - 在カナダ大使館 (オタワ)
- ブラジル
  - 在サンパウロ総領事館 (サンパウロ)

## ヨーロッパ
NIS諸国を含む。
- アイルランド
  - 在アイルランド大使館 (ダブリン)
- アゼルバイジャン
  - 在アゼルバイジャン大使館 (バクー)
- アルメニア
  - 在アルメニア大使館 (エレバン)
- イタリア
  - 在イタリア大使館 (ローマ)
- ウクライナ
  - 在ウクライナ大使館 (キエフ)
- イギリス
  - 在英国大使館 (ロンドン)
- エストニア
  - 在エストニア大使館 (タリン)
- オーストリア
  - 在オーストリア大使館 (ウィーン)
- オランダ
  - 在オランダ大使館 (ハーグ)
- ギリシャ
  - 在ギリシャ大使館 (アテネ)
- スイス
  - 在スイス領事館 (ジュネーヴ)
- スウェーデン
  - 在スウェーデン大使館 (ストックホルム)
- スペイン
  - 在スペイン大使館 (マドリッド)
  - 在バレンシア領事館 (バレンシア)
- チェコ
  - 在チェコ大使館 (プラハ)
- デンマーク
  - 在デンマーク大使館 (コペンハーゲン)
- ドイツ
  - 在ドイツ大使館 (ベルリン)
- ノルウェー
  - 在ノルウェー大使館 (オスロ)
- バチカン
  - 在バチカン大使館 (ローマ)
- ハンガリー
  - 在ハンガリー大使館 (ブダペスト)
- フィンランド
  - 在フィンランド大使館 (ヘルシンキ)
- フランス
  - 在フランス大使館 (パリ)
- ベラルーシ
  - 在ベラルーシ大使館 (ミンスク)
  - 在フロドナ総領事館 (フロドナ)
- ベルギー
  - 在ベルギー大使館 (ブリュッセル)
- ポーランド
  - 在ポーランド大使館 (ワルシャワ)
  - 在セイニ領事館 (セイニ（英語版）)
- モルドバ
  - 在モルドバ大使館 (キシナウ)
- ラトビア
  - 在ラトビア大使館 (リガ)
- ルーマニア
  - 在ルーマニア大使館 (ブカレスト)
- ロシア
  - 在ロシア大使館 (モスクワ)

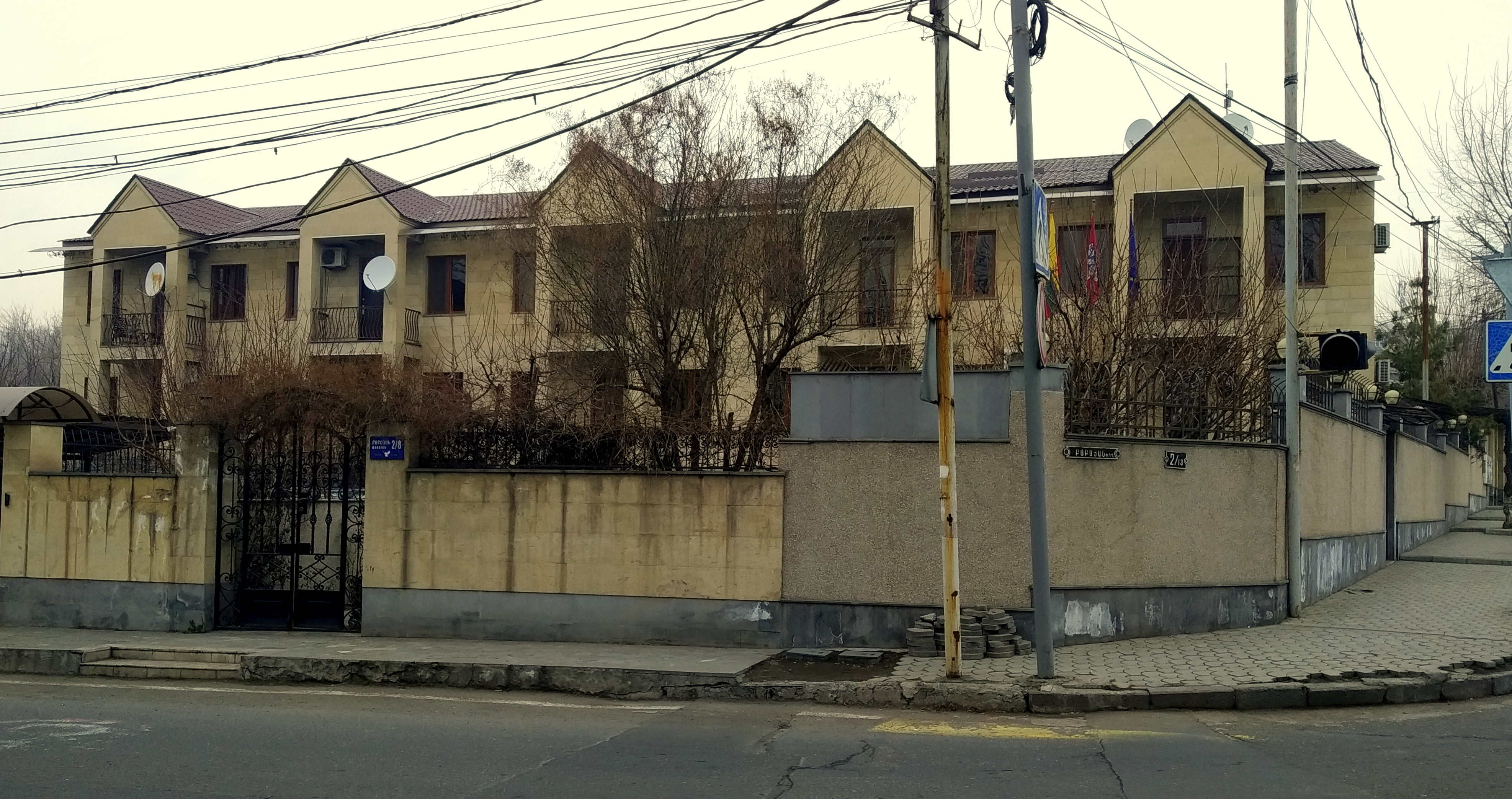
在アルメニアリトアニア大使館

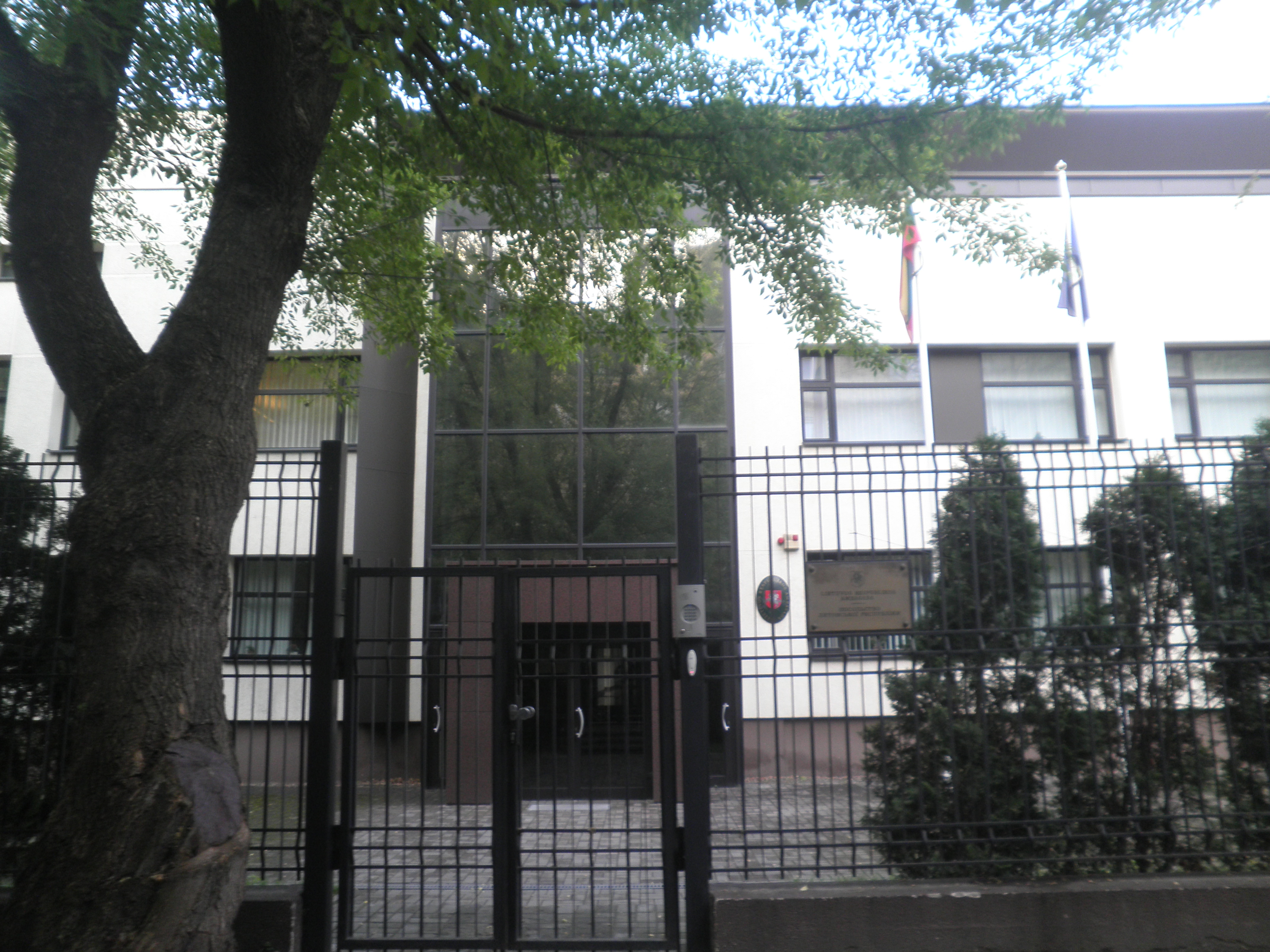
在ウクライナリトアニア大使館

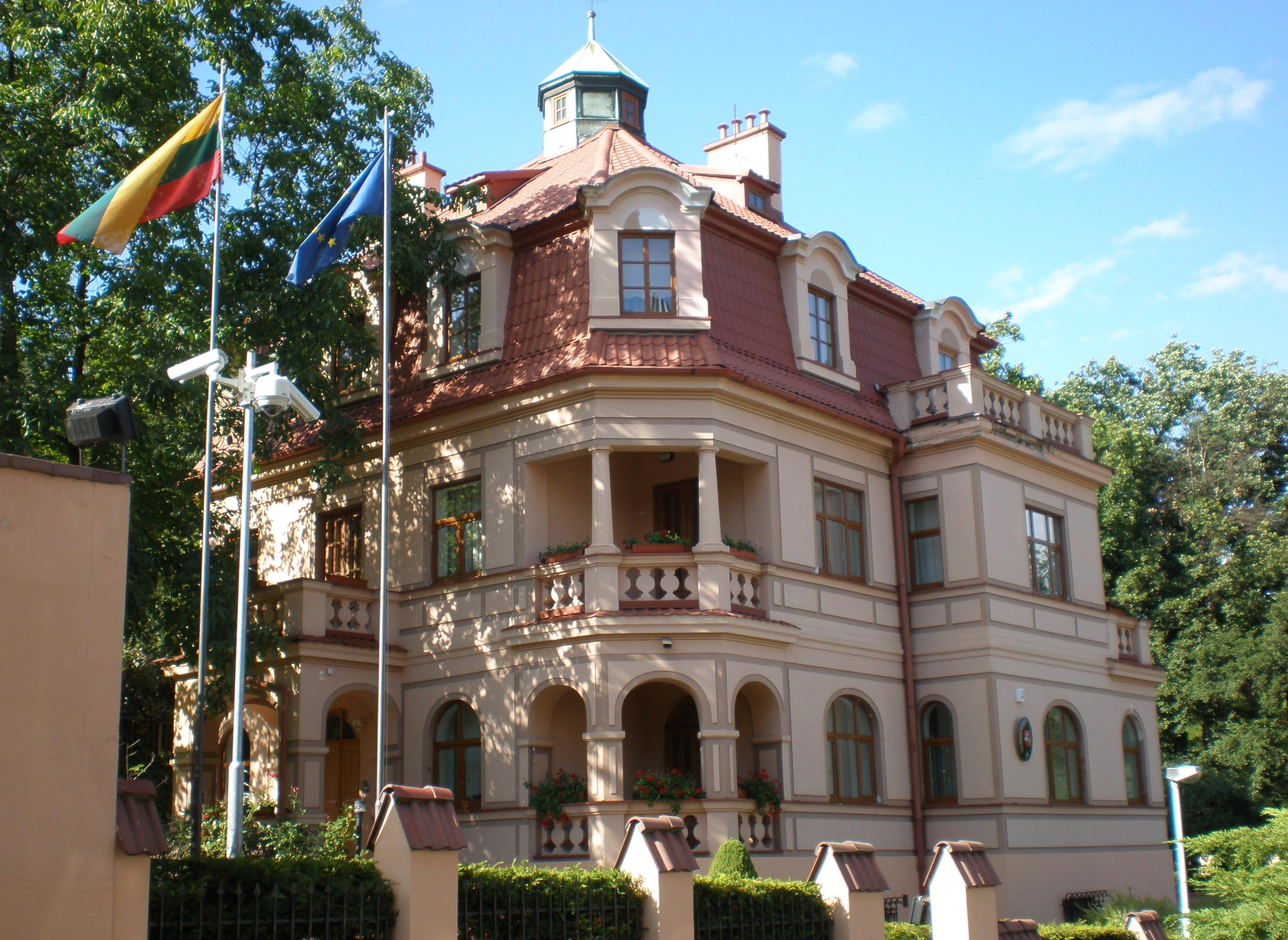
在チェコリトアニア大使館

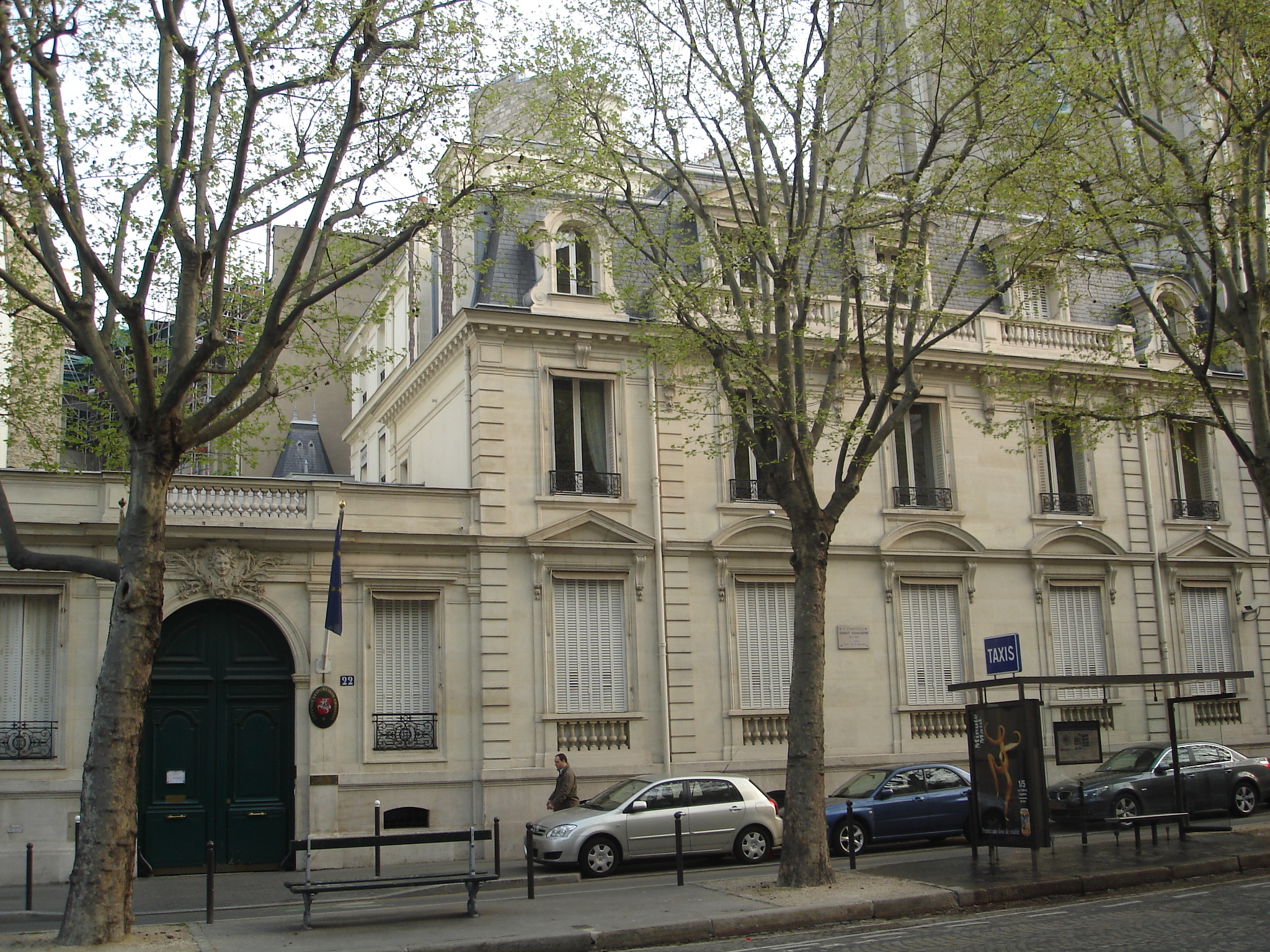
在フランスリトアニア大使館

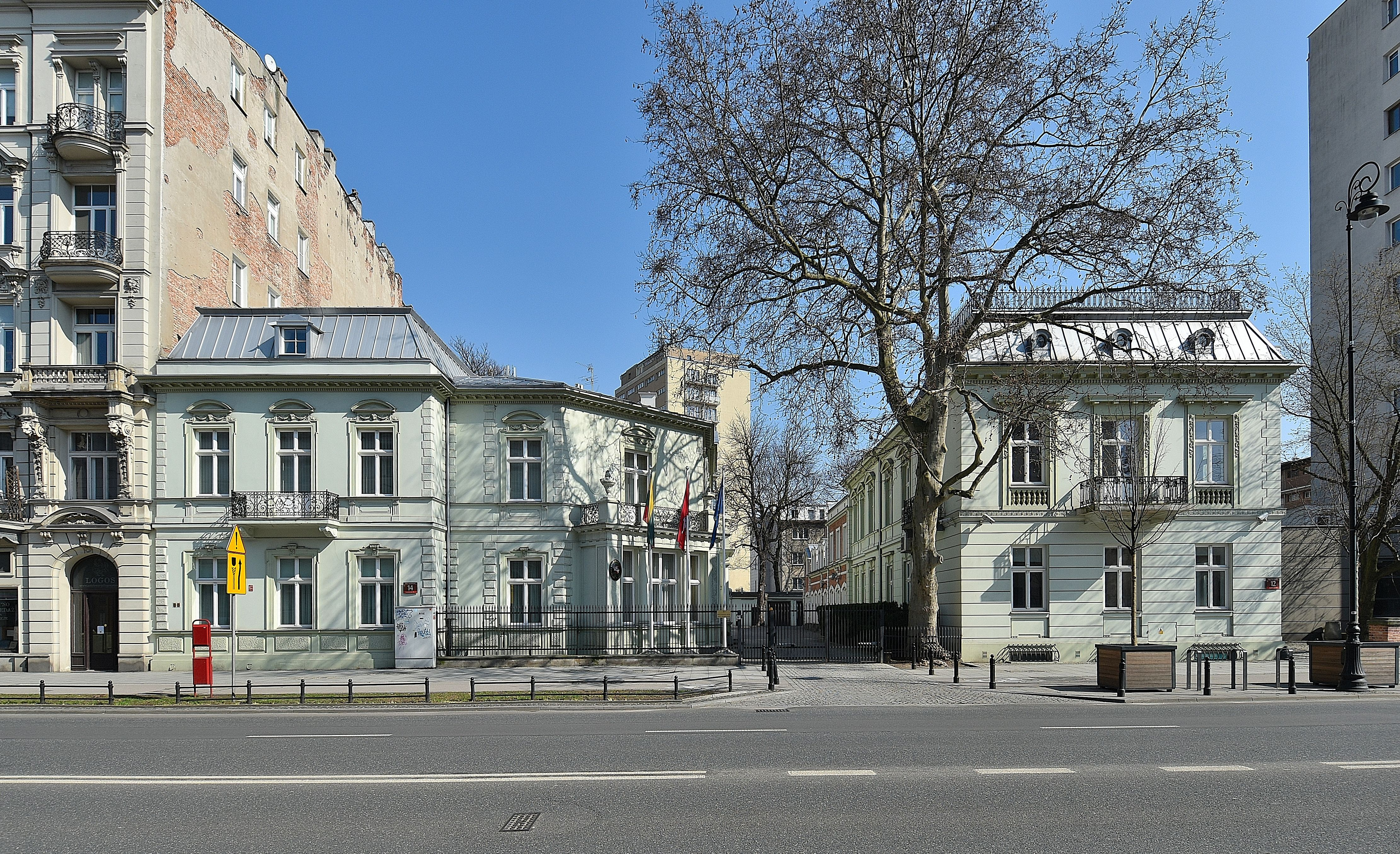
在ポーランドリトアニア大使館

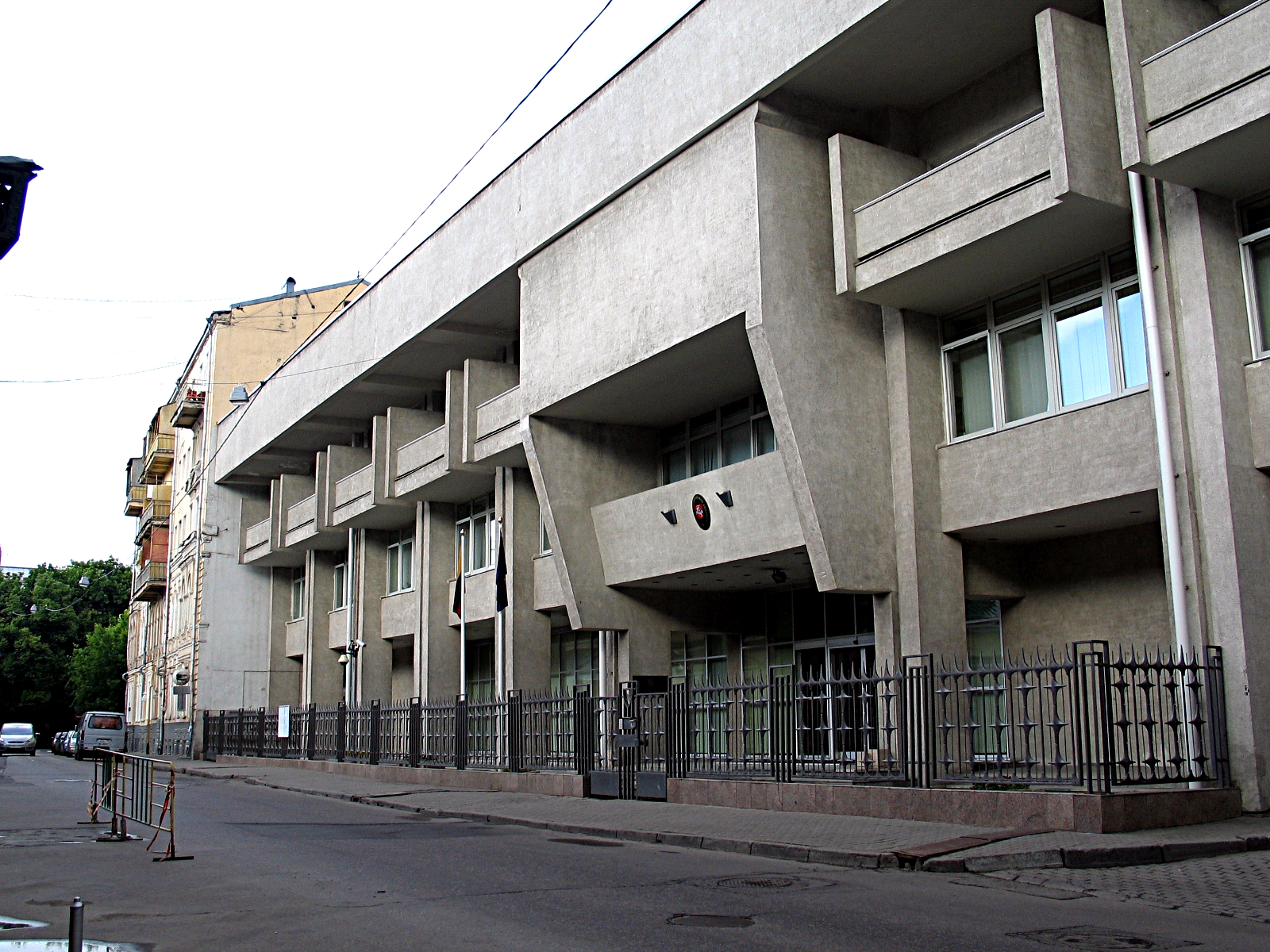
在ロシアリトアニア大使館

  - 在カリーニングラード総領事館 (カリーニングラード)
  - 在サンクトペテルブルク総領事館 (サンクトペテルブルク)
  - 在ソヴィェツク領事館 (ソヴィェツク)

## アフリカ
- エジプト
  - 在エジプト大使館 (カイロ)
- 南アフリカ共和国
  - 在南アフリカ共和国大使館 (プレトリア)

## オセアニア
- オーストラリア
  - 在オーストラリア大使館 (キャンベラ)

## 国際機関代表部
- 北大西洋条約機構および欧州連合リトアニア政府代表部 (ブリュッセル)
- 国際連合諸機関リトアニア政府代表部 (ジュネーヴ)
- 国際連合リトアニア政府代表部 (ニューヨーク)
- 国際連合教育科学文化機関リトアニア政府代表部 (パリ)
- 国際連合食糧農業機関リトアニア政府代表部 (ローマ)
- 欧州評議会リトアニア政府代表部 (ストラスブール)
- 欧州安全保障協力機構リトアニア政府代表部 (ウィーン)

## 脚註
1. ↑  https://www.lrt.lt/en/news-in-english/19/1529202/lithuania-opens-embassy-in-south-korea